# Näs härad
Näs härad var ett härad i sydvästra Värmlands län inom nuvarande Säffle kommun. Häradet omfattade knappt 750 km². Tingsplatsen låg från början av 1800-talet till 1902 i Råglanda strax utanför Säffle, därefter flyttade det till Säffle.

## Häradsvapen

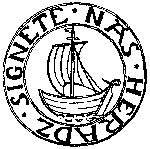
Näs härads sigill.

Näs häradssigill visade en segelskuta, vilken sedermera också kom att användas av Värmlandsnäs landskommun innan denna gick upp i Säffle kommun år 1970.

## Historia
Historiskt sett var näset delat i tre olika härader: Näs, Sund och Slottbo, vilka alla tre också omnämns i Äldre Västgötalagen.  

## Geografi

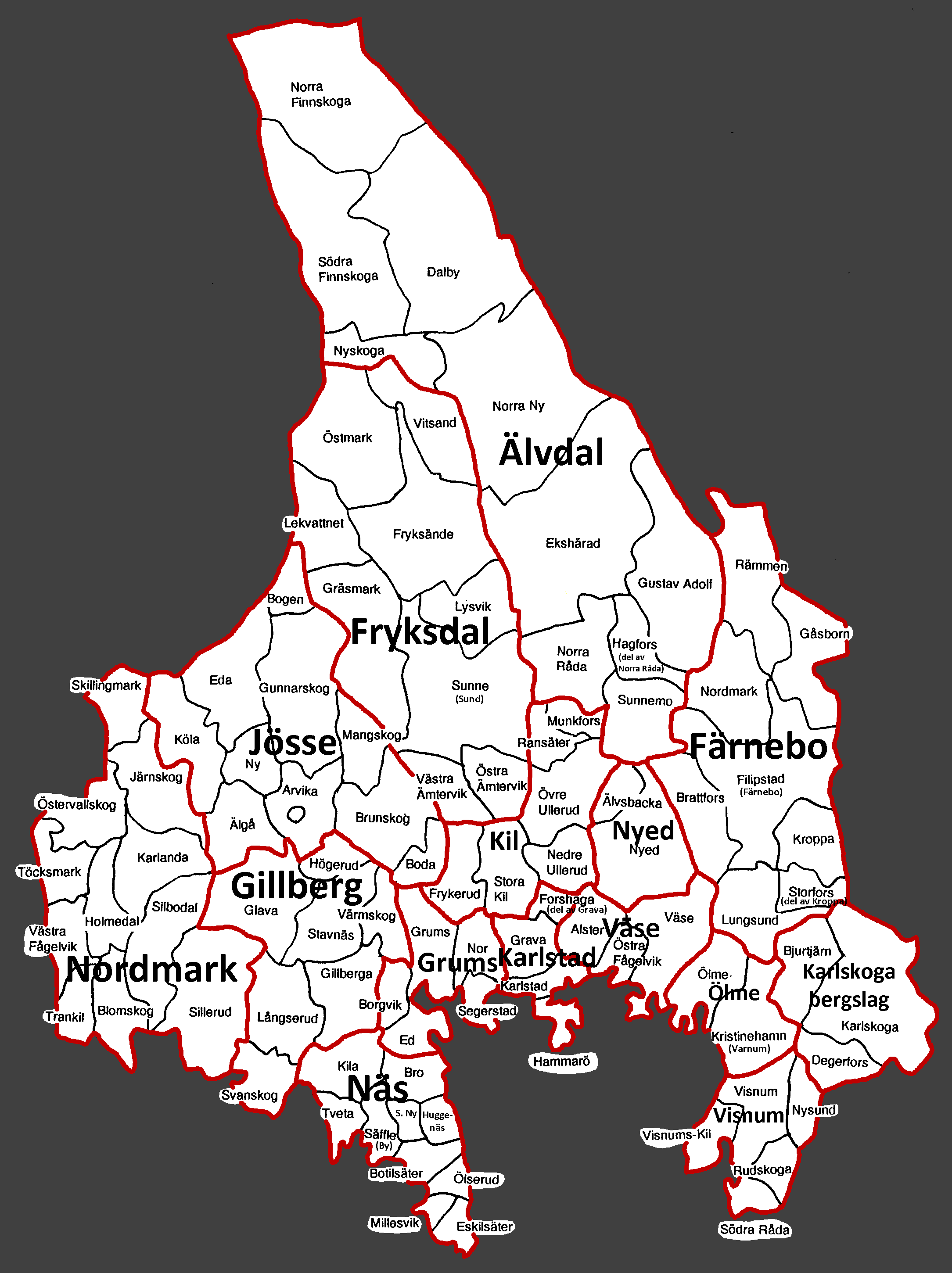
Värmlands härader.

Häradet utgjordes av Värmlandsnäs i sjön Vänern (därav namnet), från Byälven i norr till Lurö skärgård i söder.
Själva näset höjer sig sakta från Dalbosjön i väster och begränsas i öster mot Vänern av en nord-sydlig, rak förkastningsbrant, vars krön i Lurö skärgård söder om näset höjer sig över Vänerns yta. Näset är till största delen slättbygd, uppdelad av en mängd mindre bergsryggar. Kring Byälven och sjöarna omges jordbruksbygderna av höglänt skogsterräng. 

### Socknar
Näs härad omfattade tio socknar.
- Botilsäter
- Bro
- By
- Eskilsäter
- Huggenäs
- Kila
- Millesvik
- Södra Ny
- Tveta
- Ölserud

samt
- Säffle köping (från 1951 Säffle stad)

## Län, fögderier, domsagor, tingslag och tingsrätter
Häradet har från 1779 hört till Värmlands län, innan dess Närkes och Värmlands län. 
Häradets socknar hörde till följande fögderier:
- 1682-1795 Mellansysslets fögderi
- 1796-1966 Södersysslets fögderi
- 1967-1990 Säffle fögderi

Häradets socknar tillhörde följande domsagor, tingslag och tingsrätter:
- 1680-1947 Näs tingslag inom domsagorna
  - 1680-1742 Jösse, Färnebo, Grums, Karlstads, Näs, Gillbergs, Nordmarks och Nyeds häraders domsaga kallad Västersysslets domsaga
  - 1743-1755 Jösse, Näs, Gillbergs och Nordmarks häraders domsaga kallad Västersysslets domsaga med
  - 1756-1778 Jösse, Näs, Gillbergs, Nordmarks och Grums häraders domsaga kallad Västersysslets domsaga
  - 1779-1829 Näs och Gillbergs häraders domsaga kallad Västersysslets domsaga
  - 1830-1947 Näs, Gillbergs och Nordmarks häraders domsaga, kallad Södersysslets domsaga med
- 1948-1970 Södersysslets tingslag inom Södersysslets domsaga

- 1971-2005 Arvika tingsrätt och dess domsaga
- 2005- Värmlands tingsrätt och dess domsaga

### Webbkällor
- Näs häradssigill på Wermlandsheraldik.se, 2009-02-25, kl. 15:29
- Nationella arkivdatabasen för uppgifter om fögderier, domsagor, tingslag och tingsrätter